# Образовательные комиксы
Образовательные комиксы (англ. Educational comics) — разновидность адаптированной литературы, распространённая в Соединённых Штатах Америки, Великобритании, Южной Корее и Японии. В настоящее время в США и в ряде других стран существуют как государственные структуры, так и неправительственные организации, занимающиеся повсеместным внедрением  комиксов в образовательных учреждениях и заведениях.

## Комиксы в сфере образования США
Научный сотрудник факультета психологии при университете Шеффилда Нил Рэкхем установил, что первое упоминание образовательного потенциала комиксов, сделанное профильным специалистом, то есть педагогом, относится к 1845 году, за несколько десятилетий перед тем, как комиксы стали массово появляться на прилавках книжных магазинов. Этим педагогом был Родольф Тёпфер, которого многие считают создателем современного комикса. Как отмечает критик и историк комиксов Карл Мэйсек, образовательные комиксы были в ходу уже в 1930-е годы и издавались такими крупными издателями как Marvel и DC Comics. С той поры и началась незатихающая полемика о пользе комиксов как средства обучения. По подсчётам профессора Питтсбургского университета У. Д. Соунса, в период между 1935 и 1944 гг., в Соединённых Штатах вышло свыше ста публикаций в педагогической и образовательной периодике о потенциально возможном использовании комиксов для обучения детей. Соунс и сам провёл некоторые исследования по использованию комиксов в образовательных целях в начале 1940-х, а уже в 1949 году, его коллеги из Питтсбургского университета совместно с исследовательской лабораторией по изучению комиксов при Нью-Йоркском университете ввели еженедельную комикс-газету в нескольких сотнях классных комнат американских школ. Широкое внедрение образовательных комиксов как дополнительной, на тот момент — вспомогательной, литературы для преподавания английского языка и литературы в школах началось в 1950-е годы. Компания EC Comics, созданная специально для производства образовательных комиксов, начала свою деятельность с комиксов на библейскую тематику, однако, вскоре уровень продаж стал падать, компания стала фактически банкротом. Учредитель и директор компании Макс Гейнс погиб в ходе несчастного случая на воде, и руководство компанией перешло к его сыну Уильяму. Под руководством двадцатипятилетнего Уильяма Гейнса, EC Comics быстро переключилась на «Байки из склепа» и тому подобное чтиво[нужна атрибуция мнения], чем вызвала кампанию протеста, организованную известным детским психиатром и педагогом Фредериком Вертэмом, речь о котором пойдёт ниже. Кампания протеста быстро привлекла к себе внимание сенатора Джозефа МакКарти, известного сторонника консервативных ценностей, что в итоге привело к принятию конгрессом США так называемого «Кодекса комиксов» (англ. Comics Code), который действовал в США до недавнего времени, определяя рамки дозволенного при создании комиксов (главным образом, ограничивая сцены насилия, секса, а также определяя допустимую степень исторической достоверности «исторических комиксов» и степень соответствия литературным оригиналам графических новелл-переработок), но был упразднён в связи с новой образовательной политикой Президента Барака Обамы. Тем не менее, образовательные комиксы продолжают оставаться средством народного образования в США, уже будучи не второстепенной, вспомогательной литературой, а основным источником учебной информации, во многом заменив собою как учебники по литературе, так и первоисточники — литературные оригиналы, на основе которых они были написаны. Современный уровень развития образовательных комиксов стал настолько высок, что многие школьники вообще перестали обращаться к первоисточникам, полностью переключившись на чтение их адаптированных и существенно сокращённых в объёме, иллюстрированных версий. Причём то обстоятельство что читатели больше предпочитают комиксы вообще каким-бы то ни было другим видам литературы, характерен для всех возрастных категорий американского общества, а не только для детей.

## Классика в виде комиксов

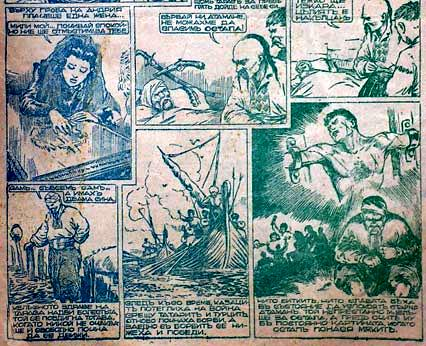
«Тарас Бульба» Н. В. Гоголя. Комикс сербского художника Николая Навоева.

Практически все произведения классика английской литературы Уильяма Шекспира были адаптированы британской компанией «Self Made Hero» в форме манги. Как отметила директор компании Эмма Хэйли, маркетинговая политика фирмы направлена, помимо индустрии развлечений, на образовательный сектор. Для этих целей фирмой была разработана целая учебная программа, помимо самих адаптированных произведений, массово наводнивших начальные школы Великобритании.

## Некоммерческие образовательные проекты
Среди прочих можно выделить проект «Истинная цена неволи» (англ. the Real Cost of Prisons Project), в рамках которого были выпущена серия комиксов о тюремных буднях и прочих фактах, повествующих об американской исправительной системе, сопровождаемых статистическими данными с иллюстрациями. В марте 2009 года, Национальный совет по вопросам преступности США наградил руководство проекта премией «За предотвращение преступности во имя более безопасного общества». К началу 2010 года общий тираж издания превысил 125 тыс. экземпляров.

## Правительственная поддержка
- В Соединённых Штатах Америки уже к середине 1950-х образовательные комиксы были введены в качестве учебной литературы в 25 тысячах американских школ[13].
- В Фашистской Германии, Гитлерюгенд обильно снабжали комиксами[14]. Это, во многом, и послужило причиной наложения табу на образовательные комиксы в ФРГ, как лишнего напоминания о фашистском прошлом, которое тяжким бременем довлело над послевоенной Германией[15]. Немецкий культуролог Альфред Баумгартнер писал по этому поводу, что только пережитки варварства, укоренившиеся в обществе, могут производить и сами же потреблять подобное чтиво[16].
- После того как в начале 1990-х, правительство Южной Кореи причислило комиксы и мангу к основным статьям национального экспорта, началась крупномасштабная кампания в поддержку корейских производителей комиксов, в ходе которой проводились фестивали, соревнования, была открыта сеть государственных библиотек, музеев и даже образовательных учреждений с обучением на основе национальных комиксов и мультфильмов. На всё это из корейского государственного бюджета выделялись колоссальные денежные средства, в правительстве были специально созданы профильные «комиксные» агентства для способствования экспорту корейских комиксов зарубеж[17].
- Исторические комиксы широко применяются как вспомогательная литература при изучении истории страны в японских школах. Среди прочих можно отметить 48-томную «Историю Японии» (яп. 日本の歴史) Сётаро Исиномори, которая была утверждена Министерством образования и культуры Японии в качестве учебного пособия для преподавания истории в школах[18].

## Критика
Критическое отношение к введению комиксов в систему народного образования, зародилось в США ещё в середине 1950-х, с началом их широкого внедрения в качестве обучающего материала. Крайне негативно к комиксам, как средству образования, относился американский психиатр и педагог Фредерик Вертэм, который характеризовал производство образовательных комиксов не иначе как преступлением против интеллекта нации. Среди учёных-педагогов, поднявших вопрос об образовательной ценности комикса, следует также выделить Кейт Блэкбёрн в своей книге «Наставник», где она прямо спросила: «Какую пользу принесёт детям чтение образовательных комиксов?».
Как показали исследования, проведённые Джорджем Рейнольдсом, некоторые дети, зачитывающиеся комиксами, даже и не подозревали о существовании литературных подлинников (трудов классиков мировой литературы), на основании которых эти комиксы были написаны. Сам Рейнольдс, крайне негативно отзывался об образовательной роли комиксов, говоря что они не учат детей ничему кроме как стать ещё более кровожадными. Проблема того, что многие дети под влиянием комиксов вообще перестали читать хоть какие-нибудь книги, поднималась противниками комиксов ещё в 50-е годы, однако, сторонники дальнейшего внедрения комиксов в образовательную программу, во многом поддерживаемые компаниями-производителями комиксов, были тверды во мнении, что чтение комиксов не повредит нормально развивающемуся ребёнку со стабильной психикой и в то же самое время не повлияет на интеллектуальное развитие умственно отсталых детей.